# Коген (ера)
Коген (康元) је јапанска ера (ненко) која је настала после Кенчо и пре Шока ере. Временски је трајала од октобра 1256. до марта 1257. године и припадала је Камакура периоду. Владајући монарх био је цар Го-Фукакуса.

## Важнији догађаји Коген ере
- 1. септембар 1256. (Коген 1, једанаести дан осмог месеца): Куџо Јорицуне, познат и као Фуџивара Јорицуне, умире у 39 години живота.[3]
- 14. октобар 1256. (Коген 1, двадесетчетврти дан деветог месеца): Шогун Куџо Јорицуку, познат и као Фуџивара Јорицугу, умире у 18 години живота.[3]